# Léon (philosophe)
Pour les articles homonymes, voir Léon.
Léon (en grec ancien Λέων) ou Léonidès, originaire d'Athènes, est un philosophe grec du IVe siècle av. J.-C., disciple de Platon. Il fut assassiné en -353 par ses gardes après avoir fait partie du complot contre le tyran Cléarque d'Héraclée du Pont, qu'il a tué.

## Source
- Pierre Larousse, Grand dictionnaire universel du XIXe siècle (Volume 10 L-MEMN), p. 375